# ロムヌィ
ロムヌィ（Romny (ウクライナ語: Ромни, IPA: [romˈnɪ] ( 音声ファイル))）は、ウクライナ・スームィ州の市である。
人口は2001年に49454人、2013年に42527人。ロムヌィ地区(ru)の行政中心地であるが、ロムヌィ自体は行政上は地区に含まれず、いくつかの町村と共にロムヌィ市議会（Роменська міська рада）を形成する。
ロムヌィの史料上の初出は902年であり、キエフ大公ウラジーミル・モノマフによる『モノマフ公の庭訓(ru)』中にロメン（Ромен）として記されている。

## 地理

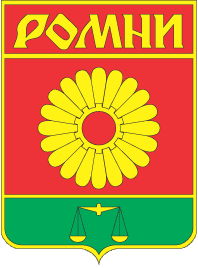
ソビエト時代の印章

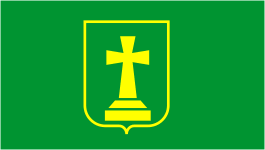
2001年 - 2015年の旗

ロムヌィはスラー川とロメン川(ru)の合流地点に位置する。隣接する自治体にはフラスィミウカ村(ru)、オヴラシィ村(ru)、ルチュクィ村(ru)がある。市内を自動車道Н-07(ru)（ラテン文字転写N-07）、Т-1913（T-1913）、Р-60（R-60）が走り、また鉄道のロムヌィ駅がある。

## 人口

### 民族
2001年ウクライナ国勢調査によると人口は49,935人であり、民族構成は以下のようであった。
- ウクライナ人 - 93.68%
- ロシア人 - 5.42%
- ベラルーシ人 - 0.70%
- その他 - 0.16%

### 言語
2001年ウクライナ国勢調査による母語話者人口は以下のようであった。
- ウクライナ語 - 93.95%
- ロシア語 - 5.70%
- その他/不明 - 0.35%

## 気候
| ロムヌィの気候           | ロムヌィの気候 | ロムヌィの気候 | ロムヌィの気候 | ロムヌィの気候 | ロムヌィの気候 | ロムヌィの気候 | ロムヌィの気候 | ロムヌィの気候 | ロムヌィの気候 | ロムヌィの気候 | ロムヌィの気候 | ロムヌィの気候 | ロムヌィの気候 |
| 月                       | 1月            | 2月            | 3月            | 4月            | 5月            | 6月            | 7月            | 8月            | 9月            | 10月           | 11月           | 12月           | 年             |
| ------------------------ | -------------- | -------------- | -------------- | -------------- | -------------- | -------------- | -------------- | -------------- | -------------- | -------------- | -------------- | -------------- | -------------- |
| 平均最高気温 °C （°F）   | −2.1 (28.2)    | −0.7 (30.7)    | 5.2 (41.4)     | 14.6 (58.3)    | 21.1 (70)      | 24.4 (75.9)    | 26.3 (79.3)    | 25.8 (78.4)    | 19.6 (67.3)    | 12.2 (54)      | 4.2 (39.6)     | −0.8 (30.6)    | 12.5 (54.5)    |
| 日平均気温 °C （°F）     | −4.6 (23.7)    | −3.9 (25)      | 1.1 (34)       | 9.2 (48.6)     | 15.2 (59.4)    | 18.8 (65.8)    | 20.6 (69.1)    | 19.6 (67.3)    | 14.0 (57.2)    | 7.6 (45.7)     | 1.4 (34.5)     | −3.0 (26.6)    | 8.0 (46.4)     |
| 平均最低気温 °C （°F）   | −7.2 (19)      | −6.8 (19.8)    | −2.4 (27.7)    | 4.3 (39.7)     | 9.6 (49.3)     | 13.5 (56.3)    | 15.3 (59.5)    | 14.0 (57.2)    | 9.1 (48.4)     | 3.9 (39)       | −0.9 (30.4)    | −5.3 (22.5)    | 3.9 (39)       |
| 降水量 mm （inch）       | 49 (1.93)      | 40 (1.57)      | 45 (1.77)      | 37 (1.46)      | 57 (2.24)      | 70 (2.76)      | 76 (2.99)      | 42 (1.65)      | 54 (2.13)      | 45 (1.77)      | 41 (1.61)      | 49 (1.93)      | 605 (23.82)    |
| 平均降水日数 （≥1.0 mm） | 9.9            | 8.4            | 8.9            | 7.0            | 8.5            | 8.5            | 8.7            | 5.6            | 7.3            | 7.5            | 7.4            | 8.9            | 96.6           |
| % 湿度                   | 85.1           | 82.1           | 76.3           | 65.8           | 65.9           | 69.2           | 71.6           | 68.4           | 74.3           | 80.2           | 86.9           | 87.6           | 76.1           |
| 出典：NOAA               |                |                |                |                |                |                |                |                |                |                |                |                |                |

## 姉妹都市
- Żary（ポーランド、2008年[6] - ）